# Estlands nationalvåben
Estlands nationalvåben findes i to udgaver, det store og det lille rigsvåben. Det store rigsvåben består af tre heraldiske blå løver med røde tunger på gulfarvet baggrund, omgivet af egegrene. Det lille rigsvåben adskiller sig ved ikke an være omgivet af egegrene. 
Centralmotivet med tre heraldiske blå løver med røde tunger på gulfarvet baggrund genfindes i Danmarks rigsvåben og menes at have rod i dansk overherredømme over landets nordlige dele i det 13. århundrede. 
Det estiske parlament (estisk: Riigikogu) i den uafhængige estiske republik vedtog nationalvåbenet 19. juni 1925. 
Under den sovjetisk besættelse af Estland var det forbudt at anvende rigsvåbenet, som i stedet blev anvendt af den estiske eksilregering m.fl. Estiske SSR (estisk: Eesti NSV) fik et specielt komponeret våben 
Da Estland igen blev uafhængigt i 1990-1991, blev våbenet genindført ved lov af 7. august 1990, ikrafttrådt 6. april 1993.

## Anvendelse
Centralmotivet med tre heraldiske løver med tunger er blandt andet anvendt i den første republik på 25 sent frimærker og på estiske mønter (5 sent, 3 og 10 mark) og i den anden estiske republik som bagsidemotiv på estiske sentmønter, mens man på estiske frimærker og på estiske kronemønter anvender det lille våben som helhed.